# 2022年中華民国統一地方選挙
2022年中華民国統一地方選挙は、中華民国（台湾）における地方自治体の首長や議会議員を改選する地方選挙。2022年（民国111年）11月26日に投票が行われた。2014年統一地方選、2018年統一地方選と同様に「九合一選挙」と呼ばれる。同日に選挙権・被選挙権の18歳への引き下げを目的とする中華民国憲法の改正案への賛否を問う国民投票も行われた。

## 概要
中華民国の直轄市（いわゆる「六都」）、台湾省（13県3市）及び福建省（2県）の地方自治体の首長や議会議員が選出された。なお、選出された首長の就任日はいずれも同年12月25日である。
嘉義市長選はもともと同日に予定されたが、候補者の1人の死去により就任日の1週間前の12月18日に延期された。
一方、国民投票は賛成と反対が500万票前後で伯仲している。賛成票は僅差で反対票を上回るが、全有権者の半数である約962万票に遠く及ばないため、改正案は不成立となる。

## 選挙結果

### 直轄市長と県市長選挙

直轄市長と県市長選挙結果。党派別分布地図。
■中国国民党（14）
■民主進歩党（5）
■台湾民衆党（1）
■無所属（2）

| 地域   | 地域   | 当選者 | 所属党派             | 備考         |
| ------ | ------ | ------ | -------------------- | ------------ |
| 直轄市 | 台北市 | 蔣万安 | ■中国国民党          |              |
| 直轄市 | 新北市 | 侯友宜 | ■中国国民党          |              |
| 直轄市 | 桃園市 | 張善政 | ■中国国民党          |              |
| 直轄市 | 台中市 | 盧秀燕 | ■中国国民党          |              |
| 直轄市 | 台南市 | 黄偉哲 | ■民主進歩党          |              |
| 直轄市 | 高雄市 | 陳其邁 | ■民主進歩党          |              |
| 台湾省 | 宜蘭県 | 林姿妙 | ■中国国民党          |              |
| 台湾省 | 新竹県 | 楊文科 | ■中国国民党          |              |
| 台湾省 | 苗栗県 | 鍾東錦 | ■無所属              |              |
| 台湾省 | 彰化県 | 王恵美 | ■中国国民党          |              |
| 台湾省 | 南投県 | 許淑華 | ■中国国民党          |              |
| 台湾省 | 雲林県 | 張麗善 | ■中国国民党          |              |
| 台湾省 | 嘉義県 | 翁章梁 | ■民主進歩党          |              |
| 台湾省 | 屏東県 | 周春米 | ■民主進歩党          |              |
| 台湾省 | 台東県 | 饒慶鈴 | ■中国国民党          |              |
| 台湾省 | 花蓮県 | 徐榛蔚 | ■中国国民党          |              |
| 台湾省 | 澎湖県 | 陳光復 | ■民主進歩党          |              |
| 台湾省 | 基隆市 | 謝国樑 | ■中国国民党          |              |
| 台湾省 | 新竹市 | 高虹安 | ■台湾民衆党          |              |
| 台湾省 | 嘉義市 | 黄敏恵 | ■中国国民党          | 12月18日実施 |
| 福建省 | 連江県 | 王忠銘 | ■中国国民党          |              |
| 福建省 | 金門県 | 陳福海 | ■無所属(■台湾民衆党) |              |